# Museongsan
Museongsan är en kulle i Sydkorea.   Den ligger i provinsen Gyeonggi, i den centrala delen av landet, 60 km söder om huvudstaden Seoul. Toppen på Museongsan är 34 meter över havet.
Terrängen runt Museongsan är platt. Runt Museongsan är det tätbefolkat, med 947 invånare per kvadratkilometer. Närmaste större samhälle är Osan, 18,9 km nordost om Museongsan. Trakten runt Museongsan består till största delen av jordbruksmark.